# Hippeastrum reginae
Espèce
Hippeastrum reginae, l'Hippeastre est une espèce de la famille des Amaryllidaceae originaire d'Amérique du sud.

## Systématique
Le nom correct complet (avec auteur) de ce taxon est Hippeastrum reginae (L.) Herb..
L'espèce a été initialement classée dans le genre Amaryllis sous le basionyme Amaryllis reginae L..
Ce taxon porte en français les noms vernaculaires ou normalisés suivants : Hippéastre de la Reine, Amaryllis de la Reine, Hippéastre de la Reine, Amaryllis de la Reine.
Hippeastrum reginae a pour synonymes :
- Amaryllis alberti Lem.
- Amaryllis fulgida Ker Gawl.
- Amaryllis fulgida KerGawl.
- Amaryllis heringerii Ravenna
- Amaryllis reginae var. alberti (Lem.) Traub
- Amaryllis reginae L.
- Amaryllis spectabilis subsp. bicolor J.R.Duncan & V.C.Davies
- Amaryllis spectabilis G.Lodd.
- Amaryllis striata var. fulgida (Ker Gawl.) Traub & Moldenke
- Aschamia reginae (L.) Salisb.
- Hippeastrum africanum Welw.
- Hippeastrum africanum Welw. ex Baker
- Hippeastrum alberti (Lem.) Burb.
- Hippeastrum bulbulosum var. fulgidum (Ker Gawl.) Herb.
- Hippeastrum fulgidum (Ker Gawl.) Herb.
- Hippeastrum pronum K.Koch
- Hippeastrum regium Herb.
- Hippeastrum rutilum var. fulgidum (Ker Gawl.) Voss
- Hippeastrum spectabile M.Roem.
- Hippeastrum stenopetalum A.Dietr.
- Hippeastrum stenopetalum A.Dietr. ex A.Koch
- Lais fulgida (Herb.) Salisb.